# 迈克尔·塞拉
迈克尔·塞拉（希伯來語：‎，1924年3月2日—2022年5月27日），以色列生物化学家、免疫学家。

## 经历
塞拉在魏茨曼研究所跟伊弗雷姆·卡齐尔研究，在那里他获得了博士学位。作为一个学生毕业后，他曾与克里斯蒂安·安芬森在美国国立卫生研究院工作。他在1957年回到魏茨曼研究所，成为免疫学教授。1963年至1975年，他是免疫学教研室主任。1970年至1973年任生物部主任。1975年至1985年任所长。2022年5月27日逝世。

## 奖项和荣誉
1980年获盖尔德纳国际奖，1998年获沃尔夫医学奖。